# ژاووانگژوانگ
ژاووانگژوانگ (به لاتین: Zhaowangzhuang) یک شهرک در جمهوری خلق چین است که در Laiyang واقع شده‌است.